# Juan de Velasco
Juan de Velasco y Pérez Petroche (Riobamba, 27 gennaio 1727 – Faenza, 29 giugno 1792) è stato un presbitero, gesuita e storico ecuadoriano.

## Biografia
Fu professore di filosofia e teologia alla Real Audiencia di Quito e all'università di San Marcos di Lima, nel Vicereame del Perù.
È noto soprattutto per la sua opera Historia del Reino de Quito, pur avendo scritto altre opere non storiche, tra cui testi di fisica e antologie poetiche. La Historia del Reino de Quito è importante nella storia dell'Ecuador, perché ipotizza l'esistenza di un regno pre-incaico nella regione dell'attuale Ecuador, cui diede il nome di Reino de Quito (Regno di Quito).
Il libro è menzionato e discusso da molti storici, tra cui Marcos Jiménez de la Espada e Federico González Suárez.
Una sua immagine è effigiata in un francobollo emesso nel 1947 delle poste ecuadoriane .